# Miss Universo Nepal
Miss Universo Nepal (en nepalí: मिस युनिभर्स नेपाल) es un concurso de belleza nacional en Nepal. Se encarga de seleccionar a la representante del país para el concurso Miss Universo.

## Historia
Miss Universo Nepal comenzó oficialmente en 2017 cuando Nagma Shrestha fue designada para representar al país por la Organización Miss Nepal. El concurso fue dirigido por The Hidden Treasure Miss Nepal y coronó a Manita Devkota en 2018 y a Pradeepta Adhikari en 2019. Umanga Creations Pvt. Ltd. se convirtió en el portador oficial de licencia de Miss Universo el 11 de junio de 2020 con Uddhab Adhikari, propietario de Umanga Creations, como director nacional. Durante una conferencia de prensa digital el 11 de junio de 2020, se anunció que Miss Universo Nepal sería una competencia totalmente digital a partir del registro; las candidatas podrían registrarse a través de la aplicación MUN.
Cabe señalar que Manita Devkota obtuvo la primera clasificación para Nepal en Miss Universo 2018 al ingresar al Top 10 de semifinalistas. De manera similar, Jane Dipika Garrett quedó en el Top 20 de Miss Universo 2023. Garrett también obtuvo el reconocimiento como la primera modelo de talla grande en ingresar a las semifinales de Miss Universo.
A principios de 2024, Global Glamour Ventures obtuvo la licencia organizar las próximas ediciones de Miss Universo Nepal.

## Ganadoras
| Año  | Miss Universo Nepal | Residencia/Ciudad natal |
| ---- | ------------------- | ----------------------- |
| 2024 | Sampada Ghimire     | Bhaktapur               |
| 2023 | Jane Dipika Garrett | Katmandú                |
| 2022 | Sophiya Bhujel      | Katmandú                |
| 2021 | Sujita Basnet       | Katmandú                |
| 2020 | Anshika Sharma      | Jhapa                   |
| 2019 | Pradeepta Adhikari  | Katmandú                |
| 2018 | Manita Devkota      | Gorkha                  |
| 2017 | Nagma Shrestha      | Katmandú                |

## Representación internacional
: Declarada como ganadora
     : Terminó como finalista
     : Terminó como una de las semifinalistas o cuartofinalistas
     : Terminó como ganadora de premios especiales
| Año  | Miss Universo Nepal | Distrito  | Posición en Miss Universo | Premios especiales      |
| ---- | ------------------- | --------- | ------------------------- | ----------------------- |
| 2024 | Sampada Ghimire     | Bhaktapur | No clasificó              |                         |
| 2023 | Jane Dipika Garrett | Katmandú  | Top 20                    |                         |
| 2022 | Sophiya Bhujel      | Katmandú  | No clasificó              |                         |
| 2021 | Sujita Basnet       | Katmandú  | No clasificó              |                         |
| 2020 | Anshika Sharma      | Jhapa     | No clasificó              |                         |
| 2019 | Pradeepta Adhikari  | Katmandú  | No clasificó              |                         |
| 2018 | Manita Devkota      | Gorkha    | Top 10                    | - National Gift Auction |
| 2017 | Nagma Shrestha      | Katmandú  | No clasificó              |                         |